# Rolpa
Der Distrikt Rolpa (Nepali रोल्पा जिल्ला Rolpā Jillā) ist einer von 77 Distrikten in Nepal und gehört seit der Verfassung von 2015 zur Provinz Lumbini.

## Geschichte
Historisch war Rolpa ein Fürstentum, das weder zu den westlich liegenden Chaubisi Rajya, noch zu den östlich liegenden Baise Rajya gehörte. 1769 wurde es vom Königreich Gorkha unter Prithvi Narayan Shah annektiert und gehört seitdem zu Nepal.
Im Bürgerkrieg in Jahren 1996 bis 2006 war Rolpa eine Hochburg der Maoisten und Schauplatz vieler Auseinandersetzungen.
Der Distrikt gehörte bis zum Jahr 2015 zur Verwaltungszone Rapti.

## Geographie
Die Landwirtschaft, einschließlich der Viehzucht, und die Produktion in Heimarbeit sind die wichtigsten Wirtschaftszweige des Distriktes. Über 95 % der Haushalte haben die Landwirtschaft als Haupteinkommensquelle.
Aufgrund der begrenzten Beschäftigungsmöglichkeiten in Rolpa arbeiten jedoch viele junge Männer im Ausland, wodurch in den Distrikt eine beachtliche Geldmenge durch Überweisungen aus dem Ausland fließen.
Rolpa gehört zu den weniger entwickelten Gebieten Nepals mit einer niedrigen Lebenserwartung (52 Jahre) und einem Durchschnittseinkommen von unter 100 USD pro Kopf. Er gehörte im Jahr 2017 mit einem Wert des Human Development Index von weniger als 0,4 zu den zehn ärmsten und unterentwickeltsten Distrikten Nepals.

## Einwohner
Rolpa hatte im Jahr 2011 bei der Volkszählung 210.004 Einwohner.

## Verwaltungsgliederung
Städte (Munizipalitäten) im Distrikt Rolpa:
- Rolpa

Gaunpalikas (Landgemeinden):
- Duikholi
- Lungri
- Madi
- Runtigadi
- Sukidaha
- Sunchhahari
- Suwarnabati
- Thawang
- Tribeni

Bis zum Jahr 2017 wurde der Distrikt in die folgenden Village Development Committees (VDCs) unterteilt:
- Aresh
- Badachaur
- Bhawang
- Budhagaun
- Dhawang
- Dubidanda
- Dubring
- Gairigaun
- Gajul
- Gam
- Ghartigaun
- Ghodagaun
- Gumchal
- Harjang
- Hwama
- Iriwang
- Jaimakasala
- Jankot
- Jauli Pokhari
- Jedwang
- Jelwang
- Jhenam
- Jinawang
- Jungar
- Kareti
- Khungri
- Korchawang
- Kotgaun
- Kureli
- Masina
- Mijhing
- Mirul
- Nuwagaun
- Pachhawang
- Pakhapani
- Pang
- Phagam
- Rangkot
- Rangsi
- Rank
- Sakhi
- Seram
- Sirpa
- Siuri
- Talawang
- Tewang
- Thawang
- Uwa
- Wot